# Tugulymsky (huyện)
Huyện Tugulymsky (tiếng Nga: ? райо́н) là một huyện hành chính tự quản (raion), của Tỉnh Sverdlovsk, Nga. Huyện có diện tích 3304 kilômét vuông, dân số thời điểm ngày 1 tháng 1 năm 2000 là 28500 người. Trung tâm của huyện đóng ở Tugulym.